# Metacirolana anatola
Metacirolana anatola är en kräftdjursart som beskrevs av Bruce1986. Metacirolana anatola ingår i släktet Metacirolana och familjen Cirolanidae. Inga underarter finns listade i Catalogue of Life.